# Emily in Paris

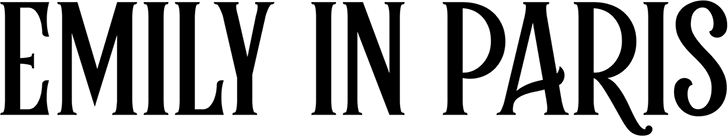
Alternatives Logo

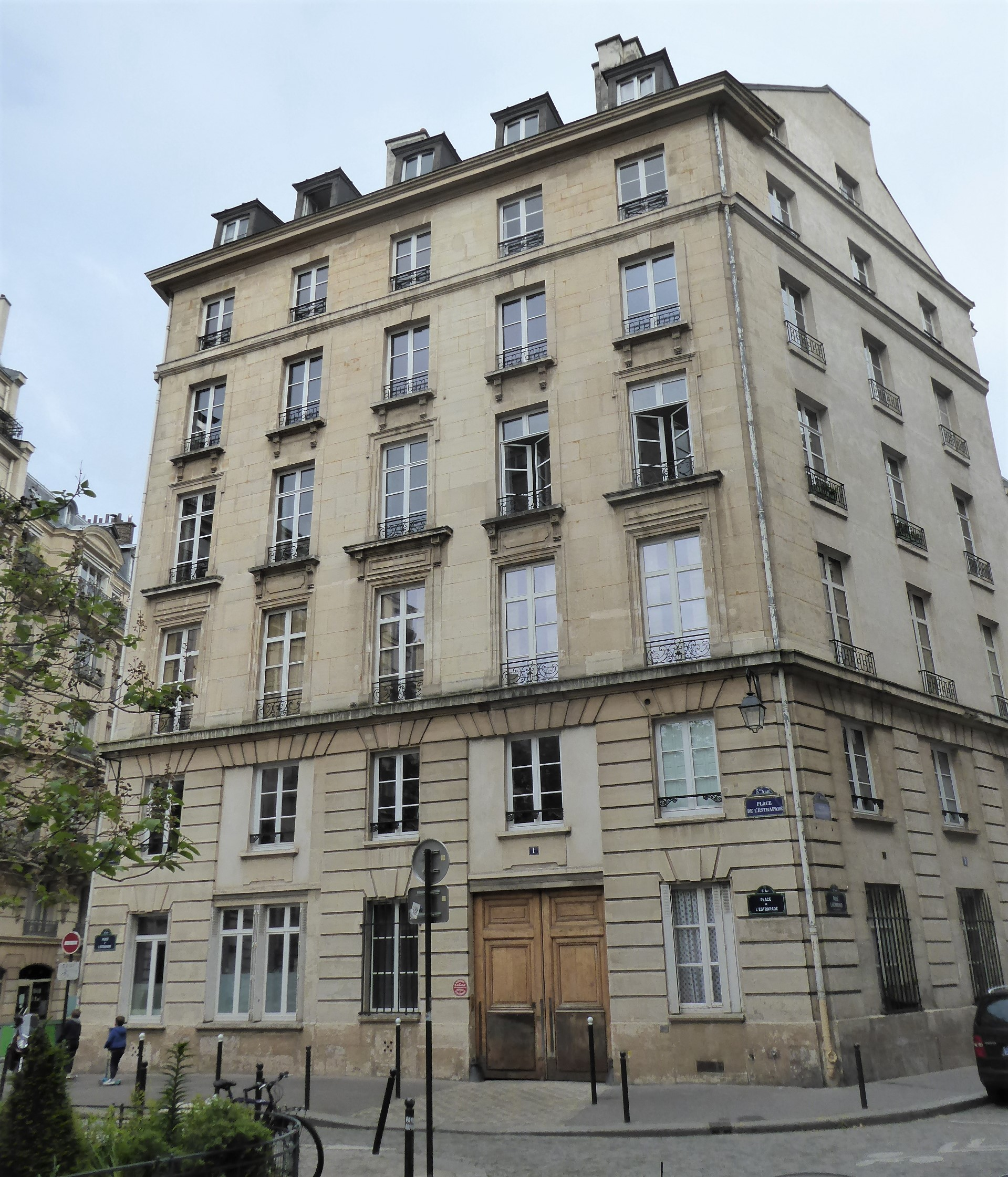
Der fiktive Wohnort von Emily: 1 Place de l’Estrapade (5. Arrondissement)

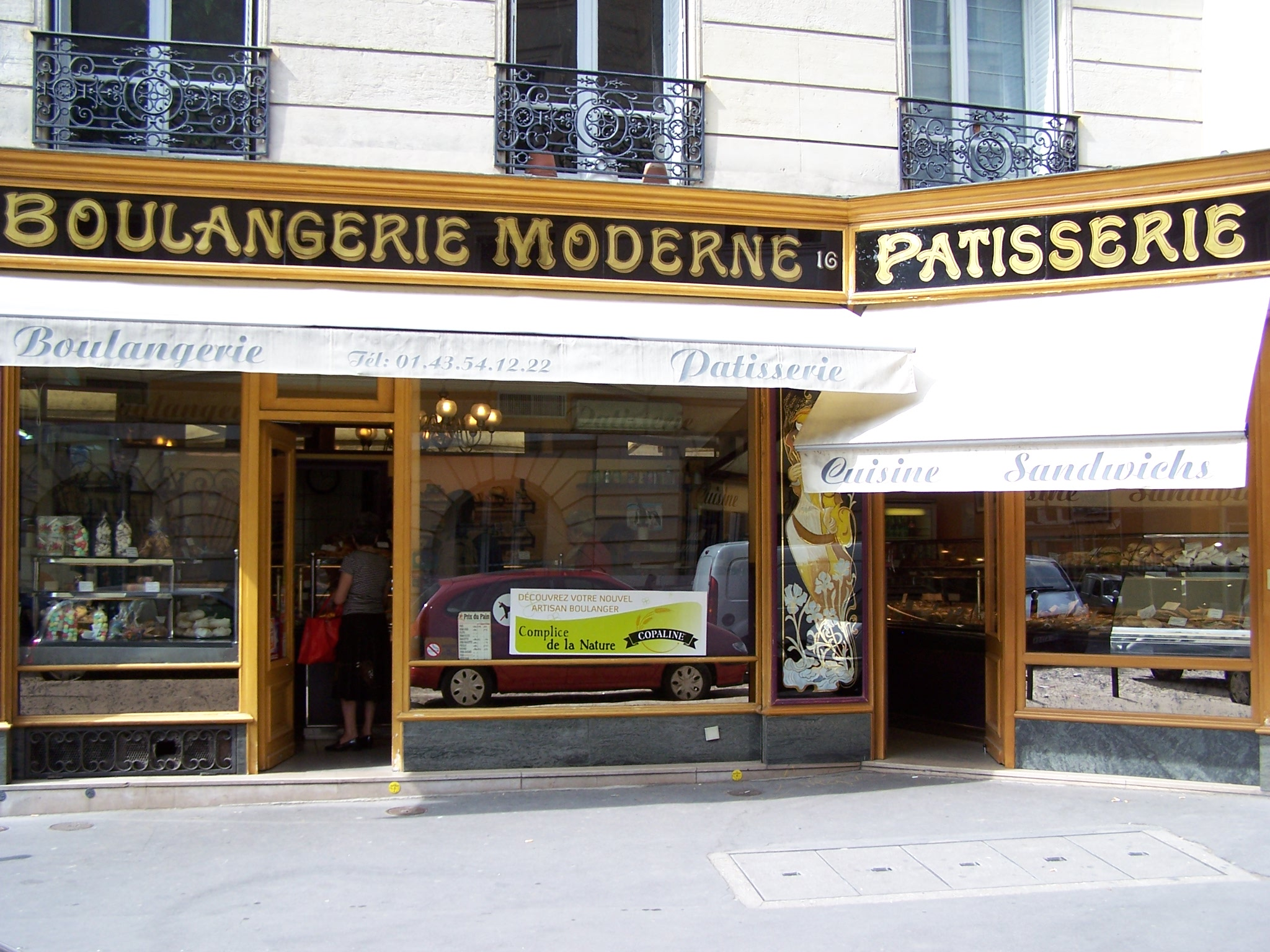
Die Boulangerie Moderne, in der Emily zum ersten Mal französische Backwaren kaufte (16 Rue des Fossés Saint-Jacques)

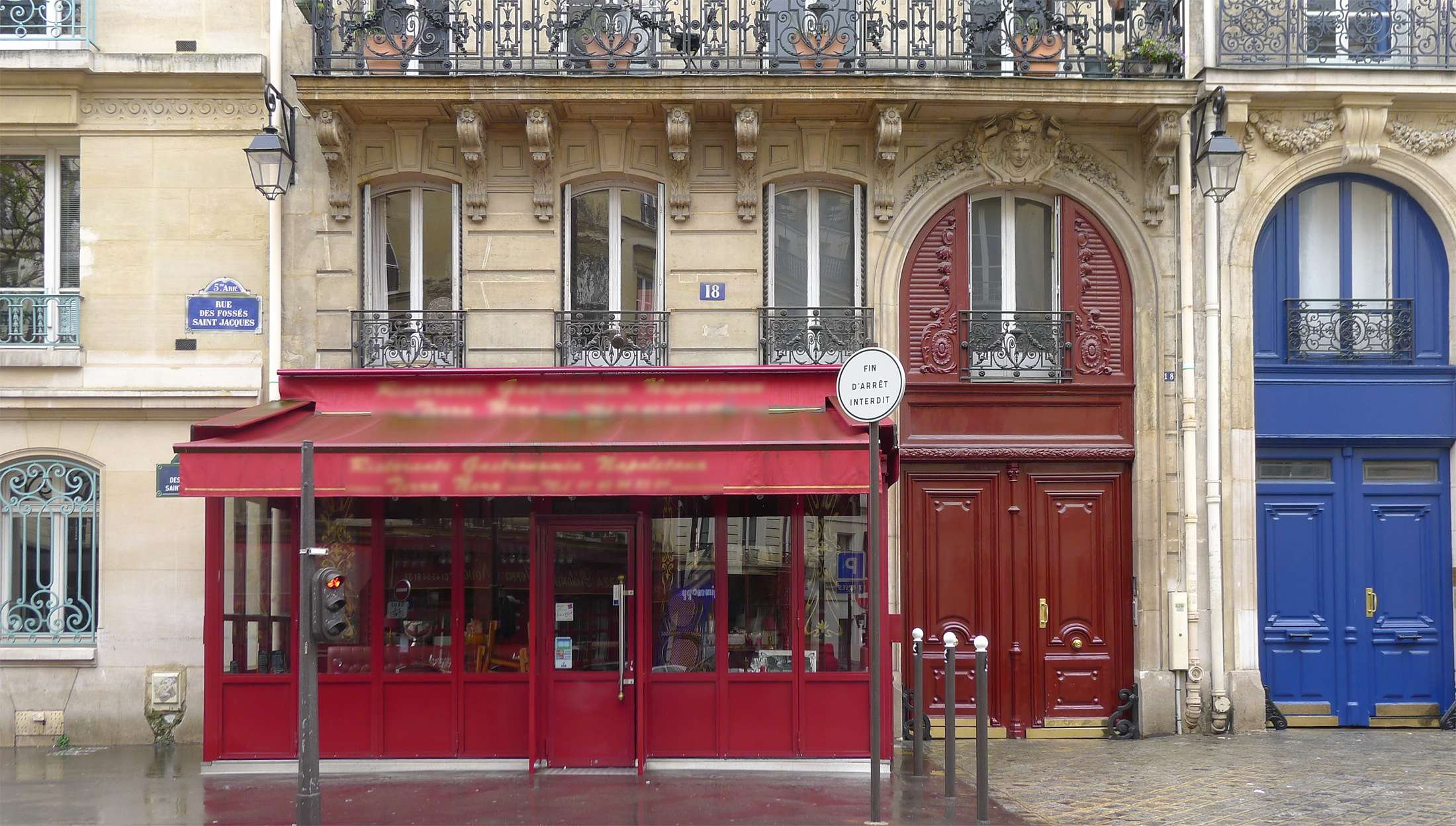
Das fiktive Restaurant Les Deux Compères Restaurant Bar a Vins, später Chez Lavaux und L’Esprit de Gigi (18 Rue des Fossés Saint-Jacques)

Emily in Paris ist eine US-amerikanische Dramedy-Fernsehserie aus dem Jahr 2020, die im Auftrag von Netflix produziert und als Eigenproduktion (Netflix Original) veröffentlicht wurde.
Die Idee zur Serie stammt von Darren Star, der für Sex and the City verantwortlich war. Im Januar 2022 wurde die Serie um eine dritte und vierte Staffel verlängert.

## Handlung
Emily ist eine Amerikanerin aus Chicago und arbeitet bei einer Vermarktungsfirma. Sie ergattert ihren Traumjob, als ihre Chefin schwanger wird und ihre Firma ihr die Stelle bei einer Tochterfirma in Paris anbietet. Dort angekommen, reagieren die neuen Kollegen von Emily eher skeptisch auf ihren Tatendrang, außerdem erlebt sie einen Kulturschock und muss sich erst in die französische Kultur und Sprache einfinden. Auch in der Liebe nimmt ihr Leben an Fahrt auf, als ihr attraktiver Nachbar Gabriel Interesse an ihr zeigt.

## Hintergrund
Die Dreharbeiten fanden in Paris statt, unter anderem am Place de l’Estrapade und in der Rue des Fossés Saint-Jacques, zudem in den Jardins du Trocadéro, an der Monnaie de Paris, im Jardin du Luxembourg, im Musée des Arts Forains und auf der Bogenbrücke Pont Alexandre III. Außerdem wurde im August 2019 im Département Indre-et-Loire am Château de Sonnay gedreht. Die Innenaufnahmen wurden in den Filmstudios in Saint-Denis produziert und weitere Aufnahmen im November 2019 in Chicago gedreht.
Die erste Staffel wurde am 2. Oktober 2020 weltweit bei Netflix veröffentlicht. Die zweite Staffel folgte am 22. Dezember 2021. Die dritte Staffel erschien am 21. Dezember 2022. Wegen des Streiks der Gewerkschaft SAG-AFTRA im Jahr 2022 verzögerte sich die Produktion der vierten Staffel. Im August 2024 wurde der erste Teil dieser Staffel veröffentlicht; der zweite Teil folgte am 12. September 2024.

## Besetzung und Synchronisation
Die deutschsprachige Synchronisation entstand nach den Dialogbüchern von Thomas Maria Lehmann, Matthias Müntefering, Ralf Pel, Julia Kantner und Marina Rehm sowie unter der Dialogregie von Matthias Müntefering, Tina Bartel und Julia Bisasso durch die Synchronfirmen RRP Media (Staffeln 1–3) und FFS Film- & Fernseh-Synchron (Staffel 4) in Berlin.

### Hauptbesetzung
| Rollenname      | Schauspieler              | Hauptrolle (Folgen) | Nebenrolle (Folgen)               | Synchronsprecher                                            |
| --------------- | ------------------------- | ------------------- | --------------------------------- | ----------------------------------------------------------- |
| Emily Cooper    | Lily Collins              | 1.01–               |                                   | Victoria Frenz (Staffel 1, 3–4) Lina Rabea Mohr (Staffel 2) |
| Sylvie Grateau  | Philippine Leroy-Beaulieu | 1.01–               |                                   | Anne Moll                                                   |
| Mindy Chen      | Ashley Park               | 1.01–               |                                   | Millie Forsberg                                             |
| Gabriel         | Lucas Bravo               | 1.01–               |                                   | Julien Haggège                                              |
| Julien          | Samuel Arnold             | 1.01–               |                                   | François Goeske                                             |
| Luc             | Bruno Gouery              | 1.01–               |                                   | Michael Gugel                                               |
| Camille         | Camille Razat             | 1.04–4.09           |                                   | Sandra Bourdonnec (Staffel 1–3) Léa Mariage (Staffel 4)     |
| Antoine Lambert | William Abadie            | 2.01–               | 1.02–1.04, 1.07, 1.10             | Christian Gaul                                              |
| Alfie           | Lucien Laviscount         | 3.01–3.10           | 2.04–2.10, 4.01, 4.03, 4.06, 4.10 | Nick Forsberg                                               |

### Nebenbesetzung
| Rollenname            | Schauspieler           | Folgen                                                             | Synchronsprecher                               |
| --------------------- | ---------------------- | ------------------------------------------------------------------ | ---------------------------------------------- |
| Madeline Wheeler      | Kate Walsh             | 1.01, 1.03, 2.07, 2.09–3.03                                        | Nora Kunzendorf                                |
| Pierre Cadault        | Jean-Christophe Bouvet | 1.06, 1.09–1.10, 2.02–2.03, 2.06, 2.10, 3.02, 3.07–3.08            | Lutz Mackensy                                  |
| Mathieu Cadault       | Charles Martins        | 1.07, 1.09–2.03                                                    | Klaus-Peter Grap                               |
| Laurent Grateau       | Arnaud Binard          | 2.02, 2.10, 3.04, 3.06, 3.09–4.06                                  | Benoit Pitre                                   |
| Grégory Elliot Duprée | Jeremy O. Harris       | 2.02, 2.10, 3.07–3.08, 4.04                                        | Julian Tennstedt                               |
| Benoît                | Kevin Dias             | 2.04–2.07, 2.09–3.03, 3.05–3.06, 3.10, 4.01, 4.04, 4.06, 4.08–4.09 | Oliver Bender                                  |
| Étienne               | Jin Xuan Mao           | 2.04–2.05, 2.07, 2.09–3.02, 4.01, 4.04, 4.06, 4.08                 | Jonas Lauenstein                               |
| Erik de Groot         | Søren Bregendal        | 2.05–2.06, 2.08–3.01, 3.04–3.06                                    | David Brizzi (Staffel 2) Adam Nümm (Staffel 3) |
| Nicolas de Léon       | Paul Forman            | 3.02, 3.05, 3.07–4.05, 4.07–4.09                                   | Luk Pfaff                                      |
| Sofia Sideris         | Melia Kreiling         | 3.04–3.06, 3.10, 4.02–4.05                                         | Maxi Geithner                                  |
| Geneviève             | Thalia Besson          | 4.06–                                                              | Magdalena Turba                                |
| Giancarlo             | Raoul Bova             | 4.10–                                                              | Marc Skanderberg                               |
| Giorgio Barbieri      | Rupert Everett         | 4.10                                                               | Lutz Riedel                                    |
| Marcello Muratori     | Eugenio Franceschini   | 4.06, 4.08–                                                        | Nico Mamone                                    |
| Antonia Muratori      | Anna Galiena           | 4.10–                                                              | Silvia Mißbach                                 |

## Episodenliste

### Staffel 1
| Nr. (ges.) | Nr. (St.) | Deutscher Titel                     | Originaltitel                | Regie          | Drehbuch                     |
| --- | --------- | ----------------------------------- | ---------------------------- | -------------- | ---------------------------- |
| 1 | 1         | Emily in Paris                      | Emily in Paris               | Andrew Fleming | Darren Star                  |
| 2 | 2         | Masculin Féminin                    | Masculin Féminin             | Andrew Fleming | Darren Star                  |
| 3 | 3         | Sexy oder Sexist                    | Sexy or Sexist               | Andrew Fleming | Darren Star                  |
| 4 | 4         | Ein Kuss ist nur ein Kuss           | A Kiss Is Just A Kiss        | Zoe Cassavetes | Kayla Alpert                 |
| 5 | 5         | Faux Amis                           | Faux Amis                    | Zoe Cassavetes | Ali Waller und Joe Murphy    |
| 6 | 6         | Ringarde                            | Ringarde                     | Andrew Fleming | Matt Whitaker                |
| 7 | 7         | Französisches Filmende              | French Ending                | Andrew Fleming | Emily Goldwyn und Sarah Choi |
| 8 | 8         | Familienangelegenheit               | Family Affair                | Andrew Fleming | Grant Sloss                  |
| 9 | 9         | Eine amerikanische Auktion in Paris | An American Auction in Paris | Peter Lauer    | Alison Brown                 |
| 10 | 10        | Stornierte Couture                  | Cancel Couture               | Peter Lauer    | Grant Sloss                  |
| Am 2. Oktober 2020 wurden alle Episoden der ersten Staffel weltweit bei Netflix, u. a. auch auf Deutsch, veröffentlicht. |           |                                     |                              |                |                              |

### Staffel 2
| Nr. (ges.) | Nr. (St.) | Deutscher Titel                                     | Originaltitel                                | Regie              | Drehbuch     |
| --- | --------- | --------------------------------------------------- | -------------------------------------------- | ------------------ | ------------ |
| 11 | 1         | Voulez-vous coucher avec moi?                       | Voulez-vous coucher avec moi ?               | Andrew Fleming     | Darren Star  |
| 12 | 2         | Wo geht es hier nach St. Tropez?                    | Do You Know the Way to St. Tropez?           | Andrew Fleming     | Grant Sloss  |
| 13 | 3         | Bon Anniversaire!                                   | Bon Anniversaire!                            | Andrew Fleming     | Alison Brown |
| 14 | 4         | Jules und Em                                        | Jules and Em                                 | Peter Lauer        | Joe Murphy   |
| 15 | 5         | Ein Engländer in Paris                              | An Englishman in Paris                       | Katina Medina Mora | Sarah Choi   |
| 16 | 6         | Siedepunkt                                          | Boiling Point                                | Katina Medina Mora | Alison Brown |
| 17 | 7         | Der Koch, der Dieb, ihr Geist und seine Liebhaberin | The Cook, The Thief, Her Ghost and His Lover | Jennifer Arnold    | Joe Murphy   |
| 18 | 8         | Champagne-Chose                                     | Champagne Problems                           | Jennifer Arnold    | Darren Star  |
| 19 | 9         | Geruchssinn und Sinnlichkeit                        | Scents and Sensibility                       | Andrew Fleming     | Sarah Choi   |
| 20 | 10        | Französische Revolution                             | French Revolution                            | Andrew Fleming     | Grant Sloss  |
| Am 22. Dezember 2021 wurden alle Episoden der zweiten Staffel weltweit bei Netflix, u. a. auch auf Deutsch, veröffentlicht. |           |                                                     |                                              |                    |              |

### Staffel 3
| Nr. (ges.) | Nr. (St.) | Deutscher Titel                                 | Originaltitel                      | Regie              | Drehbuch     |
| --- | --------- | ----------------------------------------------- | ---------------------------------- | ------------------ | ------------ |
| 21 | 1         | Wer die Wahl hat …                              | I Have Two Lovers                  | Andrew Fleming     | Grant Sloss  |
| 22 | 2         | Alfie                                           | What It’s All About…               | Andrew Fleming     | Alison Brown |
| 23 | 3         | Gurr d’État                                     | Coo D’état                         | Andrew Fleming     | Joe Murphy   |
| 24 | 4         | Emily Cooper live aus Paris                     | Live from Paris, It’s Emily Cooper | Erin Ehrlich       | Sarah Choi   |
| 25 | 5         | La Liste                                        | Ooo La La Liste                    | Erin Ehrlich       | Robin Schiff |
| 26 | 6         | Ex-en-Provence                                  | Ex-En-Provence                     | Peter Lauer        | Liz Eney     |
| 27 | 7         | Wie werde ich einen Designer los – in 10 Tagen? | How To Lose a Designer in 10 Days  | Katina Medina Mora | Joe Murphy   |
| 28 | 8         | Zum Sterben schön                               | Fashion Victim                     | Katina Medina Mora | Alison Brown |
| 29 | 9         | Liebe liegt in der Luft                         | Love Is in the Air                 | Andrew Fleming     | Grant Sloss  |
| 30 | 10        | Scharade                                        | Charade                            | Andrew Fleming     | Raina Morris |
| Am 21. Dezember 2022 wurden alle Episoden der dritten Staffel weltweit bei Netflix, u. a. auch auf Deutsch, veröffentlicht. |           |                                                 |                                    |                    |              |

### Staffel 4
| Nr. (ges.) | Nr. (St.) | Deutscher Titel            | Originaltitel           | Regie          | Drehbuch                        |
| --- | --------- | -------------------------- | ----------------------- | -------------- | ------------------------------- |
| 31 | 1         | Es ist aus                 | Break Point             | Andrew Fleming | Grant Sloss                     |
| 32 | 2         | Liebe auf der Flucht       | Love on the Run         | Andrew Fleming | Alison Brown                    |
| 33 | 3         | Der Maskenball             | Masquerade              | Andrew Fleming | Joe Murphy                      |
| 34 | 4         | Die Grauzone               | The Grey Area           | Peter Lauer    | Prathi Srinivasan & Joshua Levy |
| 35 | 5         | Trompe l’Œil               | Trompe l’Œil            | Erin Ehrlich   | Joe Murphy                      |
| 36 | 6         | Echt fröhliche Weihnachten | Last Christmas          | Erin Ehrlich   | Grant Sloss                     |
| 37 | 7         | Ich versteh dich nicht     | Lost in Translation     | Peter Lauer    | Alison Brown                    |
| 38 | 8         | Zurück zum Crazy Horse     | Back on the Crazy Horse | Andrew Fleming | Liz Eney & Joe Murphy           |
| 39 | 9         | Urlaub in Rom              | Roman Holiday           | Andrew Fleming | Grant Sloss & Robin Schiff      |
| 40 | 10        | Alle Wege führen nach Rom  | All Roads Lead to Rome  | Andrew Fleming | Darren Star                     |
| Am 15. August 2024 wurden die ersten fünf Episoden der vierten Staffel weltweit bei Netflix, u. a. auch auf Deutsch, veröffentlicht. Die letzten fünf Episoden wurden am 12. September 2024 auf Netflix veröffentlicht. |           |                            |                         |                |                                 |

### Staffel 5
Am 16. September 2024 wurde die Fortsetzung der Serie offiziell bestätigt. Die Dreharbeiten begannen Mitte 2025 und fanden in Italien und Frankreich statt. Am 18. Dezember 2025 soll die komplette Staffel auf Netflix veröffentlicht werden.

## Rezeption

### Kritiken
Bei Rotten Tomatoes erreichte die Serie eine Weiterempfehlungsrate der Kritiker von 63 Prozent bei 58 abgegebenen Kritiken. Im dortigen Kritikerkonsens wurde die klischeehafte Darstellung Frankreichs kritisiert, die darstellerischen Leistungen und die Kostüme hingegen gelobt. Auf der Bewertungswebsite Metacritic vergaben 18 Kritiker 58 von 100 möglichen Punkten, was mittelmäßige Kritiken andeutet.
Ursula Schmied von Zeitschrift Glamour stört sich daran, dass Franzosen in der Serie als Sexisten und Chauvinisten, die ihre „Frauen betrügen und sowieso nur essen, trinken und rauchen“, und Emily als „die dümmliche Amerikanerin“, die sich „wie ein Elefant im Porzellanladen verhält“, dargestellt werden. Insgesamt spricht sie davon, dass ihre Erwartungen hoch waren, da der Produzent von Sex and the City, Darren Star, beteiligt ist und hält als abschließendes Fazit fest: „kann man sich absolut anschauen – aber eine Serie über eine junge Frau, die auf einem fremden Kontinent neu anfängt, hätte so viel mehr Potenzial gehabt.“ Ähnlich sieht dies Loryn Pörschke-Karimi von Serienjunkies. Auch sie kritisiert die vielen Klischees in der Serie und spricht über eine „glattgebügelte Serie mit überirdisch attraktiven Darstellern“, die „nur wenig Neues oder Interessantes bringt.“

### Zuschauerzahlen
Emily in Paris war im Jahr 2020 die erfolgreichste Comedy-Serie auf Netflix; 58 Millionen Haushalte streamten sie in den ersten vier Wochen nach Veröffentlichung für mindestens zwei Minuten.

### Reaktion von Emmanuel Macron und Roberto Gualtieri auf Staffel 4
Nachdem die vierte Staffel der Serie größtenteils in Italiens Hauptstadt Rom spielte und der Hauptfigur am Ende der Staffel ein Job in Rom angeboten wurde, sagte der französische Präsident Emmanuel Macron gegenüber dem US-amerikanischen Branchenblatt Variety, man werde „hart dafür kämpfen“,  dass die Produktion weiterhin in Frankreich bleibe. So sei die Serie „gut für das Image Frankreichs“ und trägt zur Attraktivität des Landes im Ausland bei. Laut dem örtlichen Touristenbüro nennen rund 38 Prozent der Paris-Touristen die Serie als einen der Gründe für ihre Reise. Auf dem Kurznachrichtendienst X antwortete Roberto Gualtieri, Bürgermeister von Rom, dass Macron sich „keine Sorgen“ machen müsse; „Emily geht es in Rom sehr gut“. Serienschöpfer Darren Star bekräftigte unterdessen, dass die Handlung der fünften Staffel in Rom und Paris spielen werde.

### Kontroversen

#### Produktplatzierungen
Da in der Serie die beruflichen Tätigkeiten von Emily in einer Vermarktungsfirma gezeigt werden, kommt es häufig zu Produktplatzierungen. In den Staffeln eins und zwei war dies vorrangig durch das Tragen von Luxusbekleidung der Fall, so stiegen die Suchanfragen nach der Haute-Couture-Marke Chanel um bis zu 30 Prozent, nachdem diese in der Serie gezeigt worden war. Auch der Verkauf einer Scoubidou-Tasche von Carel steigerte sich, nachdem diese von Emily in einer Episode getragen worden war.
In der ersten Episode der dritten Staffel stießen die offensichtlichen Produktplatzierungen jedoch auf gemischte Reaktionen, als die fiktionale Vermarktungsagentur den Kunden McDonald’s umwirbt, obwohl diese bis dato eigentlich nur für Luxusmarken arbeitet. In der Episode Wer die Wahl hat … geht es darum, einen Pitch für die Veröffentlichung eines McBaguette zu entwerfen. Zur Recherche geht Emily in eine McDonald’s-Filiale in Paris, die von ihr als chic und modern bezeichnet wird.
Mit Veröffentlichung der dritten Staffel im Dezember 2022 war es in französischen McDonald’s-Filialen möglich, ein sogenanntes „Emily in Paris“-Menü zu bestellen, das ein McBaguette, ein Getränk und Beilage sowie zwei Macarons enthielt. Zusätzlich zur Produktplatzierung von McDonald’s finden sich in der dritten Staffel die Marken Air France, McLaren Artura und Edgard & Cooper, für die ebenfalls an einem fiktionalen Pitch gearbeitet wird.

#### Darstellung einer ukrainischen Figur
Die Darstellung einer Figur ukrainischer Herkunft namens Petra stieß in der Ukraine auf Unmut. In einer Episode der zweiten Staffel wird gezeigt, wie Petra zusammen mit Emily etwas aus einem Bekleidungsgeschäft stiehlt. Zum Zeitpunkt der Ausstrahlung trendete in der Ukraine der Hashtag „Ми не Петри“ („Wir sind keine Petras“). Der ukrainische Kulturminister Oleksandr Tkatschenko betitelte die Serie auf dem Instant-Messaging-Dienst Telegram als „beleidigend, weil das Karikaturenbild einer ukrainischen Frau gezeigt wird, das inakzeptabel ist“. Er reichte eine Beschwerde bei Netflix ein.

## Trivia
Die Ehefrau des französischen Präsidenten, Brigitte Macron, hat einen Cameoauftritt in der siebten Folge der vierten Staffel.